# Тисий
Тисий (др.-греч. Τισίας, или Τεισίας) — представитель старшей софистики, древнегреческий ритор V в. до н. э.

## Происхождение, биография
Точные даты рождения и смерти Тисия неизвестны. К 465 году до н. э. он был уже опытным ритором, поскольку известно, что вскоре после свержения тирании на Сицилии (465 год до н. э.) он выпустил учебник по риторике (см. ниже).
Тисий был уроженцем Сицилии. Жил в Сиракузах, Фуриях и Афинах. Ученик Коракс (ритор)Коракса, последователь Эмпедокла. Упоминается в диалоге Платона «Федр».

## Тисий и возникновение риторики
Тисий и Коракс определяли риторику как «демиурга убеждения». Коракс и Тисий считаются основателями греческой (и, следовательно, всей античной) риторики. Свои доказательства Тисий строил на основе «вероятности», проповедовал необходимость для речей простого правдоподобия вместо истины; установил технику разделения речи на части. Платон критиковал Тисия и Горгия, заменявших в речах истину правдоподобностью.
Тисий считался человеком, который сделал риторику искусством, которое можно изучить самостоятельно и которому можно учить других. Он был учителем Горгия, Лисия и Исократа.
Вместе со своим учителем Кораксом после 465 г. до н. э. Тисий создал сборник «общих мест» («топосов») — хрестоматию готовых примеров для заучивания, чтобы вставлять их в произносимую речь, и первый учебник риторики — теоретическое руководство, которое давало рекомендации относительно самой структуры ораторских выступлений; оно не содержало примеров, но давало рекомендации относительно самой структуры ораторских выступлений. По всей видимости, образцы речей были подготовлены Кораксом, а теоретическое пособие — Тисием.
Это первое обобщение ораторского опыта подчинило ораторскую речь обязательным для всякого художественного произведения требованиям цельности и законченности. Она должна была иметь начало и конец, и главная её часть расчленялась на два раздела: повествование, в котором излагались события, и спор, где предлагалось доказательство своего мнения и опровержение противного. Оратор все время искал новые средства эмоциональной экспрессии и черпал их прежде всего в эпической поэзии, которую хорошо знал любой грек. Поэтическими по своему происхождению были такие приёмы, как повторение общих мест (топосов), кочующих из речи в речь, или этопея (воспроизведение характера) — обрисовка типа, выделяющая лишь общие, характерные для целой категории людей, штрихи и опускающая всё частное, индивидуальное. Софистическая педагогика превратила эти естественно сложившиеся тенденции в нормативные правила и тем повысила выразительные возможности ораторской прозы.
Видимо, Тисий открыл одну из первых школ обучения красноречию.

## Тисий в свидетельствах античных авторов
Свидетельство Цицерона:
«…Сицилийцы Коракс и Тисий (а сицилийцы — народ изобретательный и опытный в спорах) впервые составили теорию и правила судебного красноречия именно тогда, когда из Сицилии были изгнаны тираны, и в судах после долгого перерыва возобновились частные процессы. А до этого никто обычно не пользовался ни методом, ни теорией и лишь старались излагать дело точно и по порядку. Рассуждения на самые знаменитые темы, которые теперь называются „общими местами“, впервые составил и написал Протагор; то же самое сделал и Горгий, сочинив похвалу и порицание на одни и те же предметы, так как главным в ораторе он считал умение возвысить любую вещь похвалой и вновь низвергнуть порицанием».
Сохранился также античный анекдот, демонстрирующий отношение к умствованиям Тисия и его коллег со стороны простых греков:
Научившись красноречию у Коракса, Тисий решил не платить за обучение. Коракс привлек бывшего ученика к суду. «Скажи мне, Коракс, — защищаясь, спросил Тисий, — знатоком чего я считаюсь?» — «Знатоком искусства доказать что угодно», — ответил Коракс. «Но если ты научил меня этому искусству, я убеждаю тебя ничего с меня не брать, а если ты не научил, то мне не за что платить». Коракс возражал следующим образом: «Если, научившись от меня искусству убеждения, ты убеждаешь меня ничего с тебя не брать, то ты должен заплатить за обучение, поскольку умеешь убеждать, а если ты не убеждаешь, то ты должен все равно принести деньги, потому что я не убежден не брать с тебя платы». Судьи слушали, качали головами и наконец решили: «Негодное яйцо негодной вороны».